# Meriones libycus
Meriones libycus là một loài động vật có vú trong họ Chuột, bộ Gặm nhấm. Loài này được Lichtenstein mô tả năm 1823.